# NGC 1094
NGC 1094 ist eine Spiralgalaxie vom Hubble-Typ Sab im Sternbild Cetus südlich der Ekliptik. Sie ist schätzungsweise 287 Millionen Lichtjahre von der Milchstraße entfernt und hat einen Durchmesser von etwa 110.000 Lj. Wahrscheinlich bildet sie gemeinsam mit PGC 10560 ein gravitativ gebundenes Galaxienpaar.

Im selben Himmelsareal befinden sich u. a. die Galaxien NGC 1087, NGC 1090, NGC 1104, IC 264.
Das Objekt wurde am 7. November 1785 vom deutsch-britischen Astronomen Wilhelm Herschel entdeckt.